# Bijoynagar
Bijoynagar (en bengali : বিজয়নগর) est une upazila du Bangladesh dans le district de Brahmanbaria. En 2012, on y dénombrait 215 993 habitants.